# 真宗大谷派高須別院二恩寺
真宗大谷派高須別院二恩寺（しんしゅうおおたにはたかすべついんにおんじ）は、岐阜県海津市海津町高須町932にある真宗大谷派の寺院である。同派の別院。通称は高須御坊、ご坊さん、助命壇。助命壇とは、洪水の際に住民が二恩寺に避難して助かったことから。
二恩とは、「仏恩」「世恩」を受けて成就したことを意味する。

## 沿革
嘉永3年（1850年）、高須藩藩主松平義建より海津郡高須村に寺地を寄進され、桑名別院（伊勢国桑名）の掛所として建立する。境内地を拡張し堂宇を整備する。寺号を「二恩寺」と称される。
明治11年（1878年）6月、桑名別院から独立し「真宗大谷派 高須別院二恩寺」となる。
明治24年（1891年）10月28日、濃尾地震で建物は倒壊する。
明治29年（1896年）、木曽三川の大洪水で再建中の堂宇・資材に被害を受ける。
大正8年（1919年）、堂宇再建に再着手する。
大正15年（1926年）、堂宇を再建する。
昭和34年（1959年）9月24日、伊勢湾台風により、建物の損傷を受ける。
昭和35年（1960年）4月、損傷を修復する。

## 境内

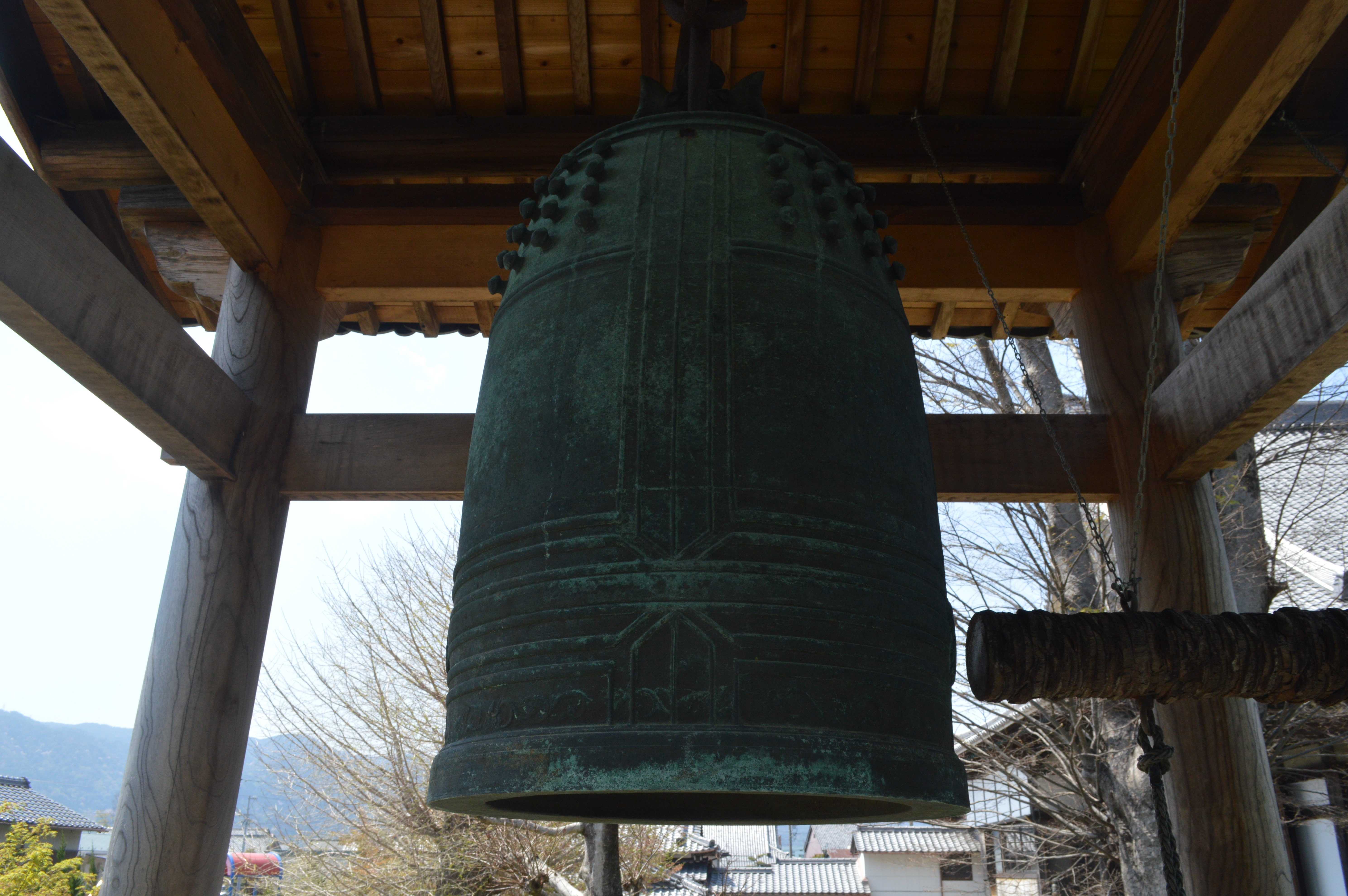
時の鐘（市指定文化財）

境内にある「時の鐘」は、宝永2年（1706年）、高須藩藩主松平義行の命で「瑞応院」に設置された鐘。明治初期に二恩寺に移された。海津市指定文化財。
本堂にある毛仏が祀られている。大正8年（1919年）に二恩寺再建工事が開始された際、信仰深い女性たちが髪の毛を切り、集めて粘土状に固めて仏像としたものである。

## 交通アクセス
鉄道・バス
養老鉄道養老線 駒野駅、石津駅、美濃松山駅より海津市コミュニティバスで「海津市役所」バス停下車。
名古屋鉄道竹鼻線羽島市役所前駅下車。羽島市コミュニティバスに乗り換え「大須」バス停を下車し、海津市コミュニティバスに乗り換え、「海津市役所」バス停下車。